# Elezioni presidenziali in Portogallo del 2001
Le elezioni presidenziali in Portogallo del 2001 si tennero il 14 gennaio.

## Risultati
| Jorge Sampaio          | Partito Socialista                          | 2 401 015 | 55,55 |  |  |  |  |  |
| Ferreira do Amaral     | Partito Social Democratico                  | 1 498 948 | 34,68 |  |  |  |  |  |
| António Abreu          | Partito Comunista Portoghese                | 223 196   | 5,16  |  |  |  |  |  |
| Fernando Rosas         | Blocco di Sinistra                          | 129 840   | 3,00  |  |  |  |  |  |
| António Garcia Pereira | Partito Comunista dei Lavoratori Portoghesi | 68 900    | 1,59  |  |  |  |  |  |
| Totale                 | Totale                                      | 4 321 899 | 100   |  |  |  |  |  |
|                        |                                             |           |       |  |  |  |  |  |
| Schede bianche         | Schede bianche                              | 82 391    | 1,85  |  |  |  |  |  |
| Schede nulle           | Schede nulle                                | 45 510    | 1,02  |  |  |  |  |  |
| Votanti                | Votanti                                     | 4 449 800 | 49,71 |  |  |  |  |  |
| Elettori               | Elettori                                    | 8 950 905 |       |  |  |  |  |  |

| Jorge Sampaio          |  | 55,55% |
| Ferreira do Amaral     |  | 34,68% |
| António Abreu          |  | 5,16%  |
| Fernando Rosas         |  | 3,00%  |
| António Garcia Pereira |  | 1,59%  |